# Hermann Stauder
Hermann Stauder (* 20. September 1877 in Lienz; † 12. Februar 1937 in Hall in Tirol) war ein österreichischer Eisenbahnbeamter und Laien-Schmetterlingskundler. Seine Studien führten ihn unter anderem nach Nordafrika. Von ihm stammen verschiedene Publikationen. Teile seiner Sammlungen befinden sich in den Naturhistorischen Museen in Wien.

## Schriften
- Edelwildjagden. Beiträge zur Sammeltechnik und Biologie begehrter Arten und Formen von Lepidopteren; Beschreibung berühmter Flugplätze. In: Entomologischer Anzeiger. Bd. 3, 1923, ZDB-ID 211212-7, S. 82–86 (PDF; 880 kB), 93–96 (PDF; 732 kB), 103–108 (PDF; 1,0 MB), 119–121 (PDF; 613 kB), 125–129 (PDF; 868 kB), 139–144 (PDF; 1,0 MB).